# 센게 노리코

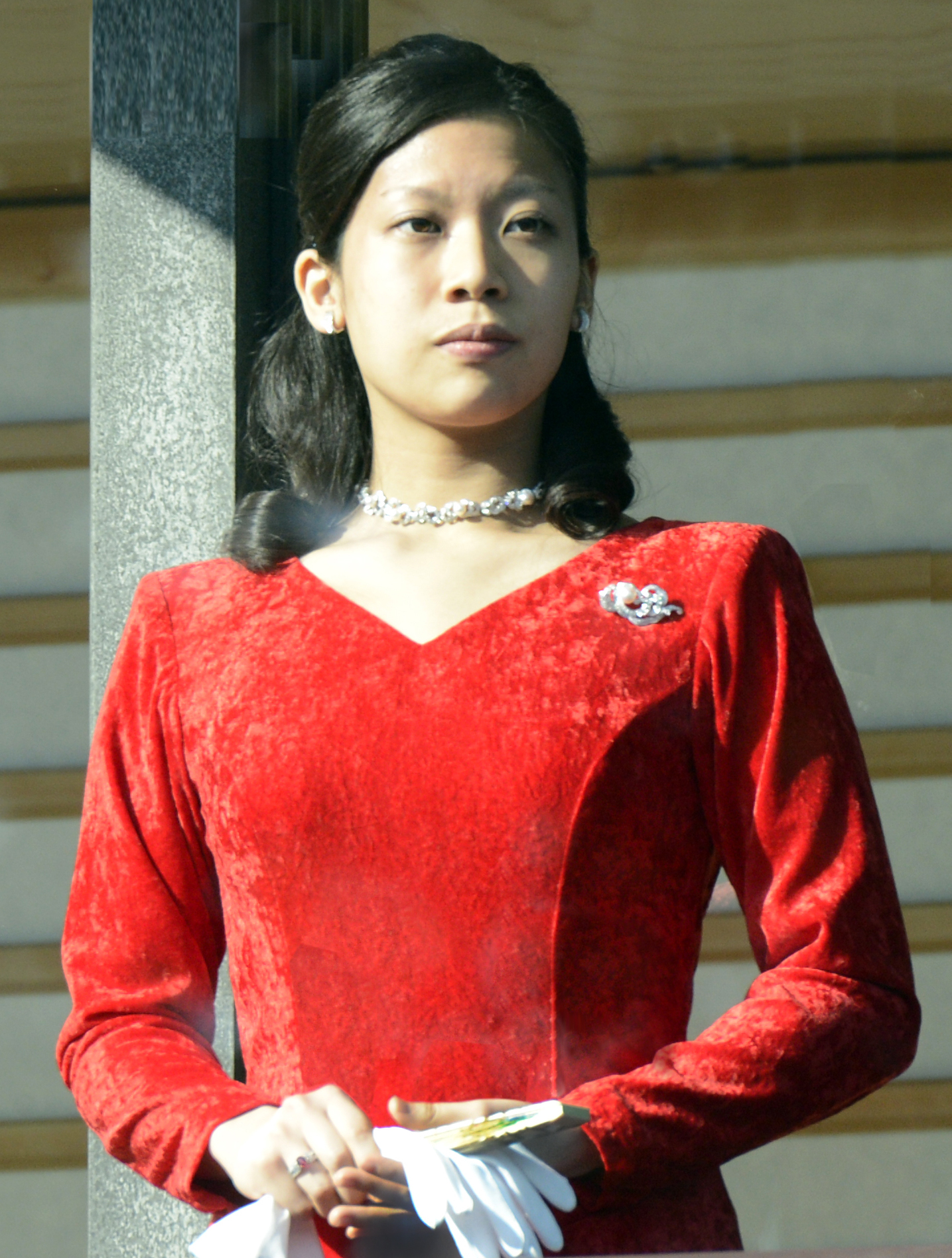
2013년 당시 여왕시절의 노리코

센게 노리코(일본어: 千家典子, 1988년 7월 22일~)는 일본의 전 황족으로 이즈모 대사 권궁사 센게 구니마로의 부인이다. 2014년 5월 27일 결혼하면서 황족 지위를 잃고 평민이 되었으며, 혼인 전의 신위는 노리코 여왕(典子女王 노리코 조오[*])이다. 경칭은 전하. 다카마도노미야 노리히토 친왕과 동비 히사코의 둘째 딸이다. 언니는 쓰구코 여왕, 동생은 모리야 아야코이다. 영전은 보관모란장. 학위는 심리학사.

## 같이 보기
- 미카사노미야